# ロバート・ゴールズボロ
ロバート・ゴールズボロ（英: Robert Goldsborough、1733年12月3日-1788年12月22日）は、現在のアメリカ合衆国メリーランド州の弁護士、政治家である。メリーランド植民地の代表として大陸会議代表を務めた。

## 伝記
ゴールズボロはチャールズ・ゴールズボロの息子として、メリーランド植民地ドーチェスター郡ケンブリッジの家族の荘園「ホーンズポイント｣で生まれた。父は10,000エーカー (40 km²) の土地を所有しており、1760年には植民地知事諮問委員会の委員となった。ゴールズボロは若い時にロンドンに渡って、法曹院のインナー・テンプルで法律を学び、1754年に法廷弁護士として認められた。そのままロンドンに留まり、バリスターとして法律実務を続けたが、1759年にアメリカに戻った。その後フィラデルフィア・カレッジ（現在のペンシルベニア大学）で学び、1760年に卒業してケンブリッジで法律実務を再開した。
1761年から1765年にはドーチェスター郡保安官を務めた。1765年にメリーランド植民地議会議員となり、1766年には検事総長になった。アメリカの独立に繋がっていった抗議運動で活動し、メリーランドの安全委員会に加わった。1774年、メリーランドの代表として大陸会議に派遣され、これを1776年5月まで務めた。この年後半にはメリーランドの最初の憲法制定会議に出席した。この新しい邦憲法の下で、1777年にはメリーランド邦初代上院議員に選出された。
ゴールズボロはアメリカ合衆国建国の父としてもう少しでリストに載る機会を2度失うことになった。最初の機会はアメリカ独立宣言への署名であり、その6週間前に大陸会議から身を引いて故郷に戻り、メリーランドの最初の憲法制定会議制定のために働いた。2度目の機会は1787年のことであり、フィラデルフィア憲法制定会議にメリーランド邦の代表として選ばれていたが、健康を害して出席できなかった。ゴールズボロは翌1788年にホーンズポイントの自宅で死にケンブリッジのクライスト・エピスコパル教会墓地に埋葬されている。